# Тейт Макрей
Тейт Макрей (пълно име на английски: Tatum Rosner McRae) е канадска певица, авторка на песни и танцьорка.
Добива популярност на 13-годишна възраст като първата канадка финалистка в американското реалити шоу „Мислите си, че можете да танцувате“. Макрей привлича вниманието на „RCA Records“ през 2019 г., когато песента ѝ „One Day“ става хит в „YouTube“.
През 2020 г. издава своето дебютно EP – „All the Things I Never Said“. През 2021 г. песента ѝ „You Broke Me First“ става световен хит, като достига до номер 3 във Великобритания. През 2020 г. Макрей става най-младият музикален изпълнител, включен в списъка на списание „Forbes“ на най-успешните личности под 30-годишна възраст.
Второто ѝ EP „Too Young to Be Sad“ излиза през 2021 г.
Дебютният ѝ студиен албум „I Used to Think I Could Fly“ излиза на 27 май 2022 г. Албумът съдържа синглите „She's All I Wanna Be“, „Feel Like Shit“ и „Chaotic“.
Вторият ѝ студен албум, ,,Think Later“, излиза на 8 декември 2023 г. Албумът съдържа глобалния хит „Greedy“, който оглавява класациите на Billboard 200, Spotify и още други. Вторият сингъл е „Exes“.
Третият ѝ студиен албум ,,So Close To What” излиза на 24 февруари 2025г. Албумът дебютира под номер 1 на класацията на Billboard 200, Spotify и други. Съдържа хитовете ,,Sports Car”, ,,Its ok i’m ok” и “Revolving Door”. 